# Liste der Ständeräte des Kantons Appenzell Ausserrhoden
Diese Liste zeigt alle Mitglieder des Ständerates aus dem Kanton Appenzell Ausserrhoden seit der Gründung des Bundesstaates im Jahr 1848 bis heute.

## Parteiabkürzungen
- FDP: Freisinnig-Demokratische Partei, seit 2009 FDP.Die Liberalen
- FWB: Freiwirtschaftsbund

## Ständeräte
| Name                    | Partei/Fraktion | Amtszeit            | Geboren | Gestorben |
| ----------------------- | --------------- | ------------------- | ------- | --------- |
| Walter Ackermann        | FDP             | 1935–1963           | 1890    | 1969      |
| Hans Altherr            | FDP             | 2004–2015           | 1950    |           |
| Johannes Baumann        | FDP             | 1911–1934           | 1874    | 1953      |
| Hans Ulrich Baumberger  | FDP             | 1975–1983           | 1932    | 2022      |
| Andrea Caroni           | FDP             | 2015–               | 1980    |           |
| Johannes Hohl           | Freisinnige     | 1866–1868           | 1813    | 1878      |
| Johann Jakob Hohl       | FDP             | 1877–1911           | 1834    | 1913      |
| Johannes Jakob          | Freisinnige     | 1849                | 1804    | 1858      |
| Hans-Rudolf Merz        | FDP             | 1997–2003           | 1942    |           |
| Hans Nänny              | FDP             | 1963–1975           | 1914    | 1993      |
| Johann Konrad Oertli    | Freisinnige     | 1848–1849           | 1816    | 1861      |
| Arnold Roth             | Freisinnige     | 1871–1876           | 1836    | 1904      |
| Johannes Roth           | Freisinnige     | 1849–1859 1868–1870 | 1812    | 1870      |
| Otto Schoch             | FDP             | 1983–1997           | 1934    | 2013      |
| Hans Konrad Sonderegger | FWB             | 1934–1935           | 1891    | 1944      |
| Johann Jakob Sutter     | Freisinnige     | 1859–1865           | 1812    | 1865      |

## Quelle
- Datenbank aller Ratsmitglieder. Website der Bundesversammlung.